# Río Tercero (ort)
Río Tercero är en ort i Argentina.   Den ligger i provinsen Córdoba, i den centrala delen av landet, 600 km nordväst om huvudstaden Buenos Aires. Río Tercero ligger 387 meter över havet och antalet invånare är 53 389.
Terrängen runt Río Tercero är platt, och sluttar österut. Río Tercero är det största samhället i trakten.
Trakten runt Río Tercero består till största delen av jordbruksmark. Runt Río Tercero är det ganska glesbefolkat, med 22 invånare per kvadratkilometer.